# 전선 (기상학)

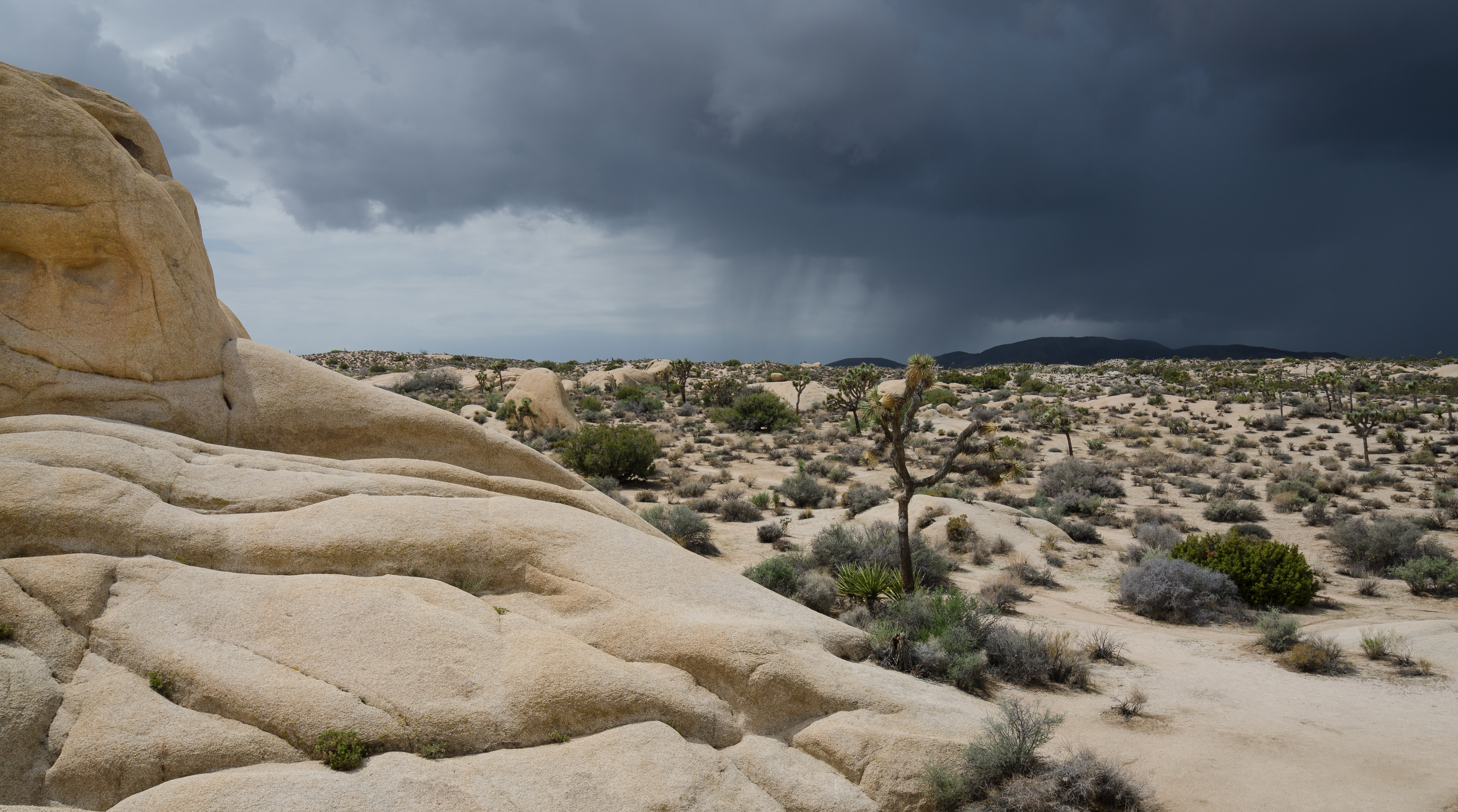
폭풍전선이 다가오고 있다.

전선(前線, 영어: weather front)은 전선면과 지표면이 만나는 선이다. 기단이 발원지를 떠나 이동하여 다른 기단과 만나게 되어 두 기단의 경계를 전선면(前線面)이라고 한다. 여기에서 말하는 전선면이나 전선은 기하학적인 선이나 면이 아니라 일정한 두께를 가진 기층(氣層)으로, 그 중에서 한 기단의 성질에서 다른 기단의 성질로 옮아가는 것이다. 기단의 성질 가운데 가장 중요한 등온면(等溫面)은 기하학적인 전선면일 경우에는 불연속적으로 변화하고, 전이층(轉移層)인 경우에는 구부러지게 된다. 일기도상에서 전선이 선으로 간주될 정도의 폭을 갖는 경우를 전선이라고 하고, 선으로 나타내기에난 폭이 너무 넓은 경우에는 전선대(前線帶)라고 한다.

## 종류
성질이 다른 기단이 이동해서 서로 접촉하게 되면 쉽게 혼합되지 않고 밀도가 큰 찬 공기는 밀도가 작은 따뜻한 공기의 아래쪽으로 파고들어가려고 한다. 이들 찬 기단과 따뜻한 기단의 경계면은 지면으로부터 상공에 도달하는데, 이때 지면에서의 경계를 전선이라 한다. 전선은 주로 기단의 성질과 운동에 의해 분류되는데, 대표적인 예로 온난전선, 한랭전선, 폐색전선, 정체전선이 있다. 지구상에는 전선이 생기기 쉬운 구역과 그 반대의 구역이 있다. 기단 발생지의 고기압 내에서는 전선이 생기지 않으나 성질이 다른 두 기단이 접촉하고 있는 대륙 연안에서는 전선이 생기기 쉽다. 크게 보아서 전선이 생기기 쉬운 곳은 수천km로 연결되어 있으며 이들을 북극전선·한대전선·적도전선 등으로 부르기도 한다.

## 구조
구상에서 온도가 다른 두 기단이 만날 때 그 경계를 이루는 전선면(전이층)은 수평에서 약간 기울어진 사면이 된다. 그 경사는 지표면에 가까운 부분을 제외하면 1/50에서 1/200 사이에 있다. 일반적으로 한랭전선의 경사는 온난전선보다 크다. 전선 부분은 기온의 수평 경사가 크고, 그러한 경향은 대류권 전반에 두루 영향을 미치고 있으므로 전선 부근에서는 상공으로 올라갈수록 바람이 강하며, 권계면 부근에서 최대가 된다. 이것이 바로 한대전선 제트기류이다.
전선이 통과했을 때 기상 요소의 변화를 자기 기록으로 측정해 보면, 첫째, 한랭전선이 통과하면 온도는 급격히 저하하고, 온난전선이 통과하면 온도가 상승한다. 그러나 한랭전선일수록 급격한 변화는 나타나지 않는다.
둘째, 한랭전선이 통과하면 풍향이 남쪽으로 치우쳐 있다가 시계 방향으로 급격히 북쪽 또는 서쪽으로 변화한다. 단 한랭전선이 통과하기 직전에 시계반대방향으로 변화하는 경우가 있다. 온난전선이 통과하면 풍향은 시계방향으로 북쪽에서 남쪽으로 바뀐다.
셋째, 온난전선과 한랭전선 모두 기압은 전선 부분에서 극소치를 나타낸다. 즉 전선은 기압골을 수반한다. 그 때문에 전선 부분에서 등압선은 V자형으로 구부러진다.
넷째, 온난전선을 따라 생기는 구름은 층상(層狀)으로, 가장 낮은 곳부터 순서대로 난층운·고층운·권층운이 나타나며, 난층운부터는 연속적으로 강수가 있다. 한랭전선을 따라 생기는 구름은 웅대적운 또는 적란운으로, 소나기나 뇌우를 동반한다.

## 발생
일기도상에 전선이 발생하여 이것에 의해 여러 가지 날씨 변화가 나타난다는 것은 잘 알려져 있는 사실이다. 그러나 전선이 어떻게 하여 발생하는지는 자세히 밝혀지지 않고 있다.

## 같이 보기
- 온대저기압